# Departure (álbum de Taio Cruz)
Departure é o álbum de estreia do músico pop e compositor inglês Taio Cruz. Foi lançado no dia 17 de março de 2008. O álbum entrou no Reino Unido na posição 17.

## Singles
O primeiro single de avanço foi "I Just Wanna Know" que foi lançado em 6 de novembro de 2006. Alcançou a posição 29 no Reino Unido. O segundo single foi "Moving On", que foi lançado no dia 10 de setembro de 2007. A versão digital feita para baixar na internet ficou pronta no dia 3 de Setembro de 2007. O som foi melhor aceito que o anterior, alcançando assim o numero 26 na tabela Britânica. 

## Aceitação
The Guardian O jornal disse em uma edição: Isso não é apenas uma manifestaçao focada em batidas e sons eletronicos, o album é absolutamente recheado de lindas notas musicais."

## Faixas
Todas as músicas escritas e produzidas por Taio Cruz.
| Edição padrão |                              |         |  |
| N.º           | Título                       | Duração |  |
| 1.            | "I'll Never Love Again"      | 3:51    |  |
| 2.            | "I Just Wanna Know"          | 4:00    |  |
| 3.            | "I Can Be"                   | 3:54    |  |
| 4.            | "I Don't Wanna Fall in Love" | 3:24    |  |
| 5.            | "So Cold"                    | 3:29    |  |
| 6.            | "Fly Away"                   | 4:05    |  |
| 7.            | "Driving Me Crazy"           | 3:16    |  |
| 8.            | "Moving On"                  | 3:27    |  |
| 9.            | "Come On Girl" (com Luciana) | 3:36    |  |
| 10.           | "Never Gonna Get Us"         | 3:54    |  |
| 11.           | "She's Like a Star"          | 3:39    |  |
| 12.           | "Can't Say Go"               | 3:23    |  |

| Digital Deluxe Edition / HMV Exclusive Deluxe Edition |                                          |         |  |
| N.º                                                   | Título                                   | Duração |  |
| 13.                                                   | "Your Game"                              | 3:39    |  |
| 14.                                                   | "Come On Girl" (Delinquent Mix)          | 4:37    |  |
| 15.                                                   | "Fly Away" (Delinquent Mix)              | 3:57    |  |
| 16.                                                   | "I Can Be" (Delinquent Mix)              | 4:19    |  |
| 17.                                                   | "I Just Wanna Know" (Delinquent Mix)     | 3:11    |  |
| 18.                                                   | "I'll Never Love Again" (Delinquent Mix) | 4:34    |  |

## Tabela
| Tabela (2008) | Posição | Total de Vendas |
| ------------- | ------- | --------------- |
| Reino Unido   | 17      | 100,000+        |